# Diaspora camerounaise
La diaspora camerounaise désigne l'ensemble des populations issues du Cameroun, et qui a émigré de façon temporaire ou permanente hors des frontières de ce pays, tout en conservant des liens avec celui-ci.